# Edmund Stone
Edmund Stone   (Escòcia, c. 1700 - 1768) fou un matemàtic autodidacta del segle xviii.

## Vida i Obra
Molt poca cosa es coneix de la vida d'Edmund Stone. Era fill del jardiner del duc d'Argyll i no va assistir mai a l'escola, però va aprendre a llegir als vuit anys pel seu compte. Interessat en les matemàtiques va començar a comprar llibres del tema. Un dia, el duc va trobar un exemplar dels Principia de Newton al jardí i, pensant que algú l'havia agafat de la seva biblioteca, va ordenar que el tornessin al seu lloc, però el jove Stone, que aleshores tenia divuit anys, li va dir que era seu. El duc, sorprès, li va preguntar si l'entenia i li va començar a fer preguntes, veient que certament el jove en sabia prou. Aleshores, el va prendre sota la seva protecció.
El 1725 va ser nomenat fellow de la Royal Society.
A partir de 1743, en morir el duc, el seu protector, sembla que va viure en la més absoluta pobresa.
A part de diverses memòries publicades als Philosophical Transactions, Stone va publicar un diccionari de matemàtiques (1733) i una traducció a l'anglès dels Elements d'Euclides (1728). També va publicar el 1730 The Method of Fluxions, both Direct and Inverse, la primera part del qual (mètode directe) és una traducció a l'anglès i amb notació newtoniana del llibre de L'Hôpital, mentre la segona part (mètode invers) es basa principalment en la Harmonia Mensurarum de Roger Cotes.
El 1723 també va publicar The Construction and Principal Uses of Mathematical Instrument que és bàsicament una traducció del tractat sobre instruments de matemàtiques de Nicolas Bion (1709).